# 馬草壟

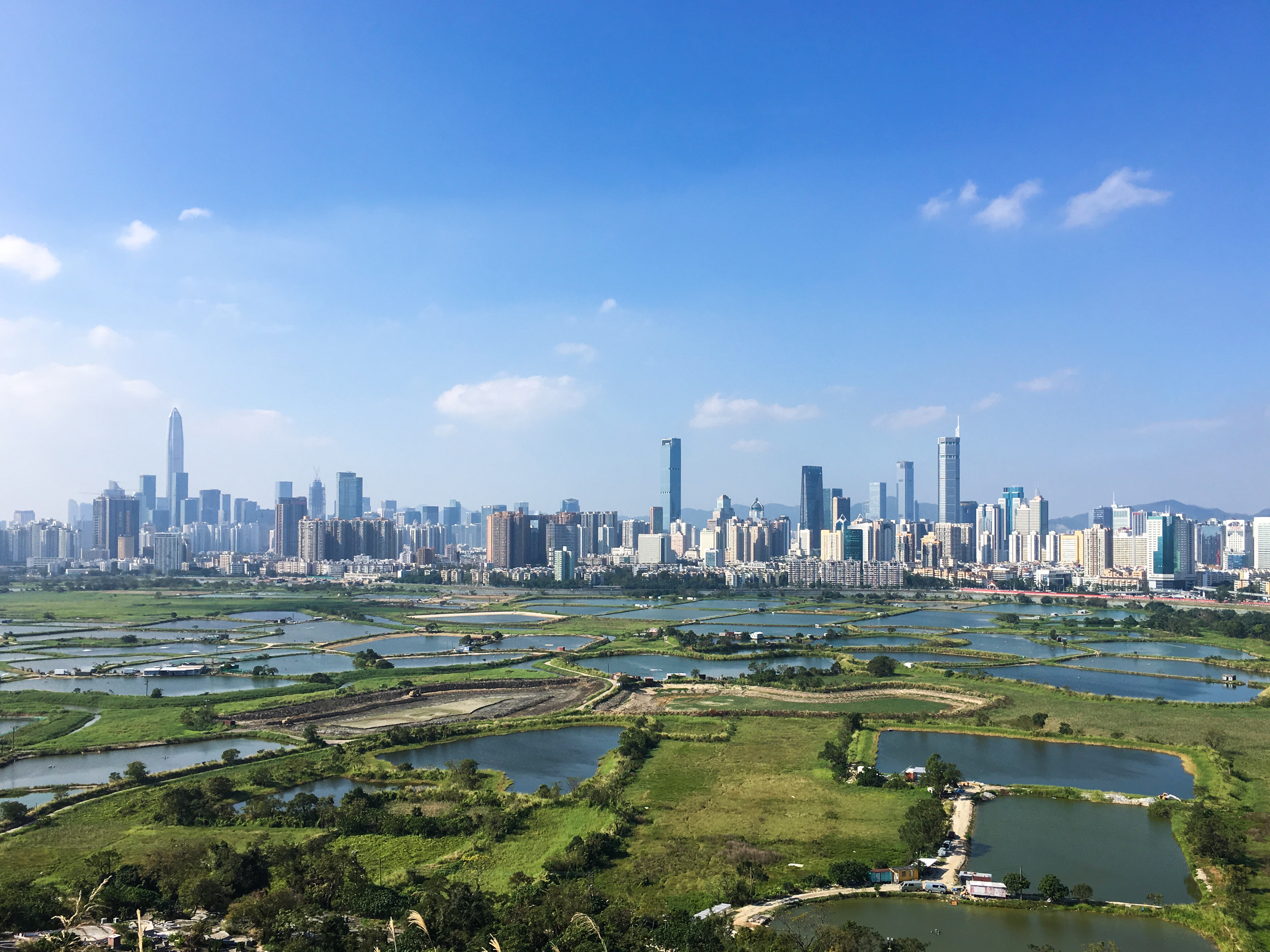
馬草壟料壆村小山崗上可飽覽深圳福田區的建築

馬草壟（英語：Ma Tso Lung）是香港新界北區的一個地方，位於羅湖以西、古洞以北，鄰接元朗區。

## 歷史
馬草壟本來是香港邊境禁區範圍，更建有麥景陶碉堡作邊防用途，直到2013年6月10日才連同另外五個邊境村落一起解禁。
此外，世界信義宗社會服務處（現為香港基督教服務處）於1962年在香港馬草壟建立馬草壟信義新村的平房區，人口三百多人。
另一方面，1976年至1979年期間，馬草壟曾經有一個名為馬草壟堆填區的垃圾堆填區運作。

## 交通
由於馬草壟位置十分偏僻（加上該處在2013年夏季前更是邊境禁區），居民只能依靠來往上水巡撫街（去程經上水站及古洞）的鄉村車出入。直至2012年51K小巴增加往馬草壟的特別班次，只在平日繁忙時間行駛。
2015年，接載村民來往馬草壟及上水的鄉村車不獲續牌已停駛，51K小巴的特別班次因而提升為全日提供服務。該小巴服務於2018年3月31日獲正名為51B。

## 未來發展
由於鄰近新田科技城，2022年馬草壟被納入北部都會區新發展區範圍，成為港深創新及科技園和古洞北新發展區的連接交匯點。規劃中的北都公路亦會經過馬草壟。

## 區議會議席分佈
由於馬草壟人口不足以成為一個區議會選區，所以往往跟鄰近的河上鄉、雙魚河沿線及古洞等鄉村範圍劃為同一個選區。
| 年度/範圍  | 2000-2003    | 2004-2007    | 2008-2011    | 2012-2015    | 2016-2019    | 2020-2023    |
| ---------- | ------------ | ------------ | ------------ | ------------ | ------------ | ------------ |
| 整個馬草壟 | 上水鄉郊選區 | 上水鄉郊選區 | 上水鄉郊選區 | 上水鄉郊選區 | 上水鄉郊選區 | 上水鄉郊選區 |